# 高柳直夫
高柳 直夫（たかやなぎ ただお、1878年（明治11年）5月4日 - 1904年（明治37年）5月3日）は、日本の海軍軍人。第三回旅順港閉塞作戦で「江戸丸」指揮官を務め戦死した海軍少佐である。従六位勲五等功五級。

## 生涯
佐賀県出身。佐賀中学で2年間学び、知新館を経て、海軍兵学校26期を59名中11番で卒業した。同期に小林躋造、野村吉三郎、水野広徳などがいる。1900年（明治33年）少尉任官。日露戦争開戦を迎え、防護巡洋艦「秋津洲」砲術長として出征した。
高柳は第3回閉塞作戦に「江戸丸」 指揮官として参加する。「江戸丸」は「遠江丸」（本田親民少佐）、｢釜山丸｣ （大角岑生大尉）とともに第二小隊を構成し、中央左側に沈没させる予定であった。1904年5月2日、林三子雄中佐を総指揮官とする12隻は閉塞に向かう。

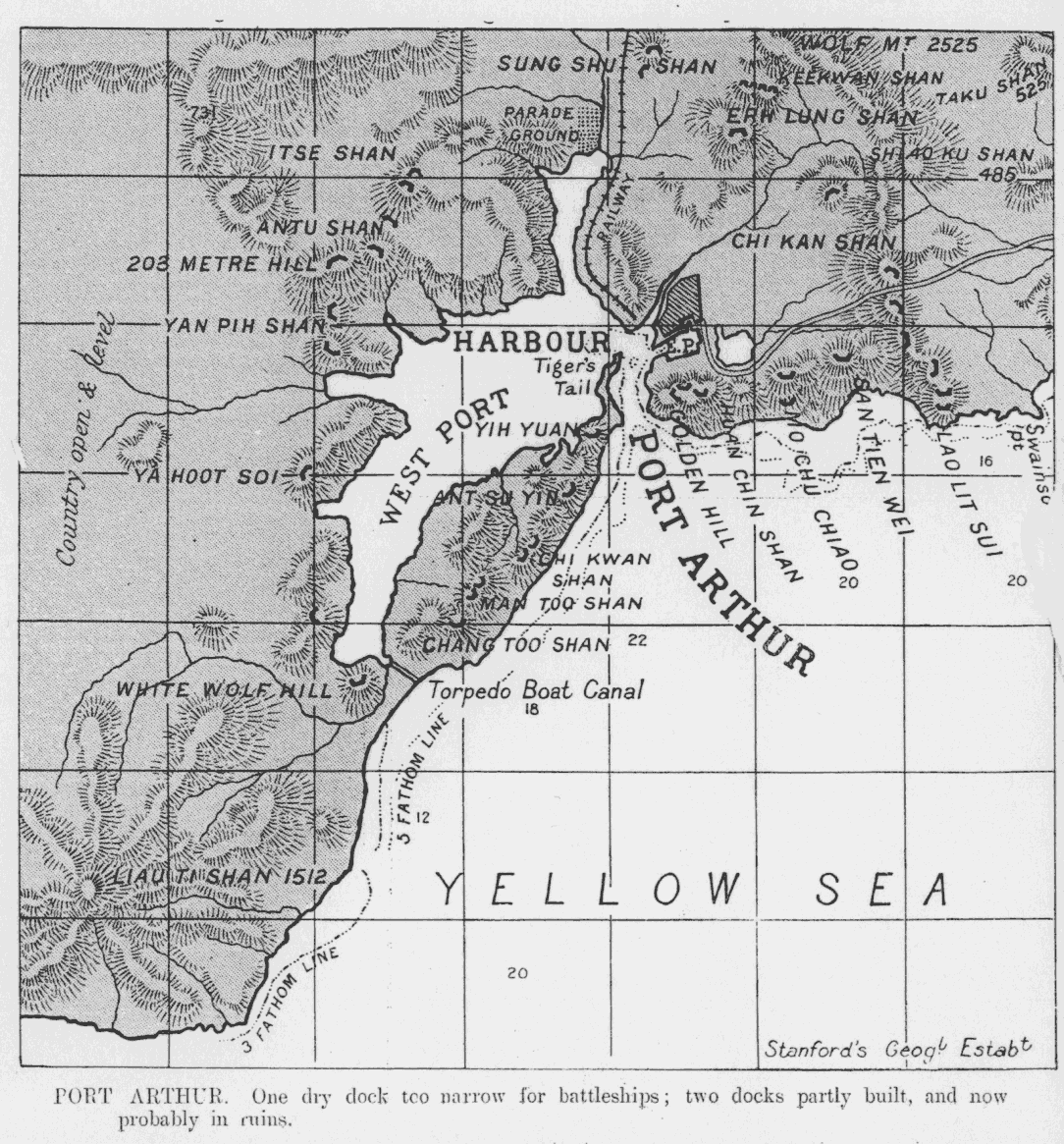
旅順港閉塞作戦は地図上の｢PORT ARTHUR｣とあるPの位置付近の閉塞が目的であった

しかしこの日の風浪は激しく、林中佐は中止命令を発し反転した。｢江戸丸｣は林中佐が乗船する｢新発田丸｣に続行したが、中止命令は届いておらず、また反転せず旅順口に向かう他船を見て再反転し閉塞に向かった。閉塞部隊は分裂状態となったが、「江戸丸」は｢遠江丸｣ら4隻と一団となる。

ロシア軍の激しい迎撃を受ける中、高柳は船橋で指揮を執り、目標地点に到達したとして投錨用意を命じた。高柳は羅針盤で位置を確認しようとした際、腹部に被弾し戦死した。指揮官附・永田武次郎中尉は指揮を承継し、｢江戸丸｣を爆破させ乗員と高柳の遺骸とともに端舟で脱出に成功。「江戸丸」の戦死者は高柳と一等機関兵武藤弥七の2名であった。高柳の墓所は佐世保東山海軍墓地にある。

## 栄典
- 1900年（明治33年）2月20日 - 正八位[7]
- 1901年（明治34年）12月17日 - 従七位[8]
- 1903年（明治36年）12月19日 - 正七位[9]